# 羅德爾魏爾格拉本河
49°07′23″N 10°43′15″E / 49.12305°N 10.72076°E
羅德爾魏爾格拉本河是德國的河流，位於該國東南部，由巴伐利亞負責管轄，屬於瓦爾德阿爾特米爾河的右支流，河道全長1.6公里，流經魏森堡-貢岑豪森縣。